# 乔家才
乔家才（1906年4月3日—1994年5月21日），字华塘，山西交城义望人，中华民国政治人物。

## 生平
18岁考进太原平民中学（由北京大学毕业的山西籍中国国民党人士创办）。1924年冬，加入中国国民党。1925年，奉命秘密组织中国国民党交城县党部。1926年，考入黄埔军校第六期。此后加入军统局，在北平任职。1940年在重庆任军统局督察室主任。1941年任军统局晋东南站站长兼二十七军（军长范汉杰）参谋处副处长，驻太行山。1943年，任国民政府陕西缉私处处长，驻西安。1944年，任军统局华北办事处主任，第一战区晋冀豫边区党政军工作总队总队长，驻洛阳。1945年，任中美合作所陕坝第四训练班副主任。
抗日战争胜利后，1945年底，为了培训军统特务，戴笠在北平开会决定借用中央警官学校的名义，在北平西安门光明殿原日本中学旧址成立“中央警官学校北平特种警察训练班”。训练班副主任为乔家才。1946年2月，共招收800余名学员。1946年，任山西肃奸专员。1947年，赴美国考察。
1947年初，北平行辕撤裁，国防部保密局北平站站长马汉三调任北平市民政局局长。同年8月，保密局北平站站长由前军统局海外区副区长黄天迈接任，保密局保定站站长孔觉民调任北平站副站长。1947年11月，黄天迈调任南京的保密局本部主任秘书，东北行辕第二处处长文强出任保密局北平站代理站长。文强因是受陈诚排挤而离开中国东北，不愿久留北方，到职后仅月余便自请离职南调。随后在1948年，刚从美国考察回来的乔家才接任保密局北平站站长。乔家才还当选为第一屆國民大會代表。
乔家才接任保密局北平站站长后，大力改组保密局北平站的组织机构并调整人事。因机构和人员调整，北平站内工作受到一定影响。毛人凤为此不满，曾以北平站工作成绩不佳为由，来电申斥乔家才。不久毛人凤接密报：乔家才秘密勾结马汉三，在北平弓弦胡同14号院保密局北平站本部（今东黄城根北街44号院）“戴笠纪念堂”内筹建“建国复兴社”，以拉拢北方的保密局特务脱离毛人凤。毛人凤随即派北平督察王蒲臣秘密侦查。1948年6月底，毛人凤亲自到北平，7月1日将马汉三、乔家才等人诱捕，随后押解到南京。乔家才被抓后，王蒲臣接任保密局北平站站长，宋元和任副站长。
乔家才被逮捕后，家被抄，本人被以无期徒刑名义押解至台湾。1957年毛人凤逝世后，乔家才无罪释放。1991年7月1日，回到北京，受到中华人民共和国国家领导人接见，在北京居住一个月后返回台湾。
1994年5月21日，乔家才在台北无疾而终，享年90岁。

## 著作
- 《浩然集》(1) 鐵血精忠傳 (戴笠)。(2) 戴笠將軍和他的同志。(3) 關山煙塵記。(4) 海隅叢談。《中外圖書-1981》
- 《海天感舊錄》《中外圖書-1975》
- 《六十年落花梦》《中外圖書》[1]